# Leopold Willstätter
Leopold Willstätter (* 15. Mai 1851 in Karlsruhe; † 4. September 1902 in Brunnen SZ) war ein deutscher Bankier.

## Biografie
Leopold Willstätter studierte Chemie am Polytechnikum Karlsruhe. Er war Teilhaber des Bankhaus Veit L. Homburger und Mitglied des Aufsichtsrats zahlreicher Karlsruher und auswärtiger Firmen. Unter anderem war er in Karlsruhe im Aufsichtsrat der Brauereigesellschaft vorm. S. Moninger AG, die Karlsruher Straßenbahn-Gesellschaft, die Karlsruher Werkzeug-Maschinenfabrik (vormals Gschwindt & Cie.) und die Gesellschaft für elektrische Industrie Karlsruhe, die Willstätter am 6. Januar 1897 mitgründete. Außerhalb von Karlsruhe war er unter anderem im Aufsichtsrat der Portland-Cementwerk Diedesheim-Neckarelz (später Portland-Cement-Fabrik Heidelberg und Mannheim AG) und der Brauerei Löwenburg in Zweibrücken.
Er war Österreichischer Generalkonsul und Persischer Generalkonsul in Karlsruhe.
Er wurde ausgezeichnet mit dem Ritterkreuz II vom Orden vom Zähringer Löwen, sowie mit dem Sonnen- und Löwenorden zweiter Klasse.

## Verweise
- Brustbild von Leopold Willstätter in der Dt. Digitalen Bibliothek